# Chaire Slade pour l'enseignement des beaux-arts
Pour les articles homonymes, voir Slade (homonymie).
La chaire Slade, destinée à l'enseignement des beaux-arts en Grande-Bretagne, est fondée en 1869 dans trois universités différentes : Oxford, Cambridge et Londres. Quelques-uns des plus grands noms de l'histoire de l'art, britanniques ou étrangers, s'y sont succédé : John Ruskin, Kenneth Clark, John Pope-Hennessy, Anthony Blunt, Anita Brookner, Pierre Rosenberg, entre autres.

## Origine

### Felix Slade

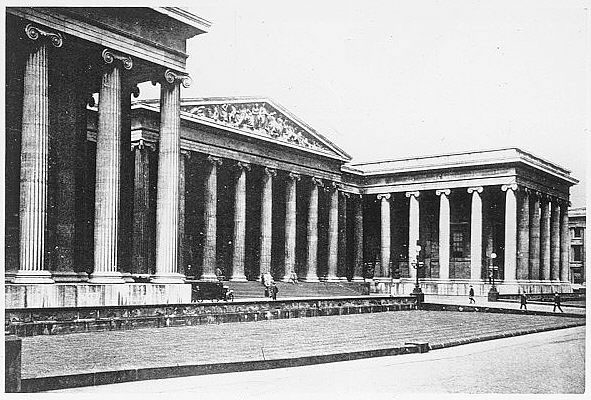
Le British Museum au début du XXe siècle

Felix Joseph Slade (6 août 1788 - 29 mars 1868), philanthrope, mécène et collectionneur anglais né à Lambeth (Londres), était le fils de Robert Slade, un riche propriétaire terrien du Surrey. Il hérita d'une fortune considérable qui lui permit de collectionner les verreries anciennes, les livres et les gravures. Célibataire, il vécut toute sa vie avec son frère Henry, lui aussi célibataire, dans la demeure familiale de Walcot Place, et appartenait à la Society of Antiquaries of London.
À sa mort, Felix Slade laisse un patrimoine de 160 000 £. Il lègue sa bibliothèque et l'essentiel de ses collections d'objets d'art au British Museum. Depuis 1973, les livres de la collection Slade ont été transférés à la British Library.

### Les fondations Slade
Par testament, Felix Slade finance six bourses d'études consacrées aux beaux-arts, dans le cadre de l'université de Londres, qui forment le point de départ de la Slade School of Fine Art. 
Parmi les professeurs de la Slade School of Fine Art, on peut citer Lucian Freud et Roger Fry. Parmi ses anciens élèves : le peintre Dora Carrington, l'écrivain et dessinateur G. K. Chesterton, l'historien de l'art William George Constable, le peintre Duncan Grant, l'artiste et écrivain Wyndham Lewis, le peintre Ben Nicholson, le poète Isaac Rosenberg.
Enfin, grâce à un legs de 35 000 £, le mécénat de Felix Slade permet de fonder conjointement, en 1869, les chaires Slade, destinées à l'enseignement des beaux-arts. Aujourd'hui, divers concours et prix prolongent cette tradition de mécénat. Le Prix Ariane de Rothschild par exemple, prix d’art contemporain attribué chaque année à un artiste peintre, offre ainsi une formation de six mois, tous frais payés, à la Slade School of Fine Art (Londres).

## Les trois chaires Slade
Les chaires Slade sont instituées dans trois universités différentes : celles d'Oxford, de Cambridge et de Londres. La chaire Slade d'Oxford est surnommée « chaire John Ruskin » en souvenir de son premier titulaire. Les professeurs portent le titre de Slade Professor of Fine Art. Le texte de la plupart des cours est disponible en librairie.
Les trois listes ci-dessous répertorient quelques-uns de ces enseignants.

### Université d'Oxford

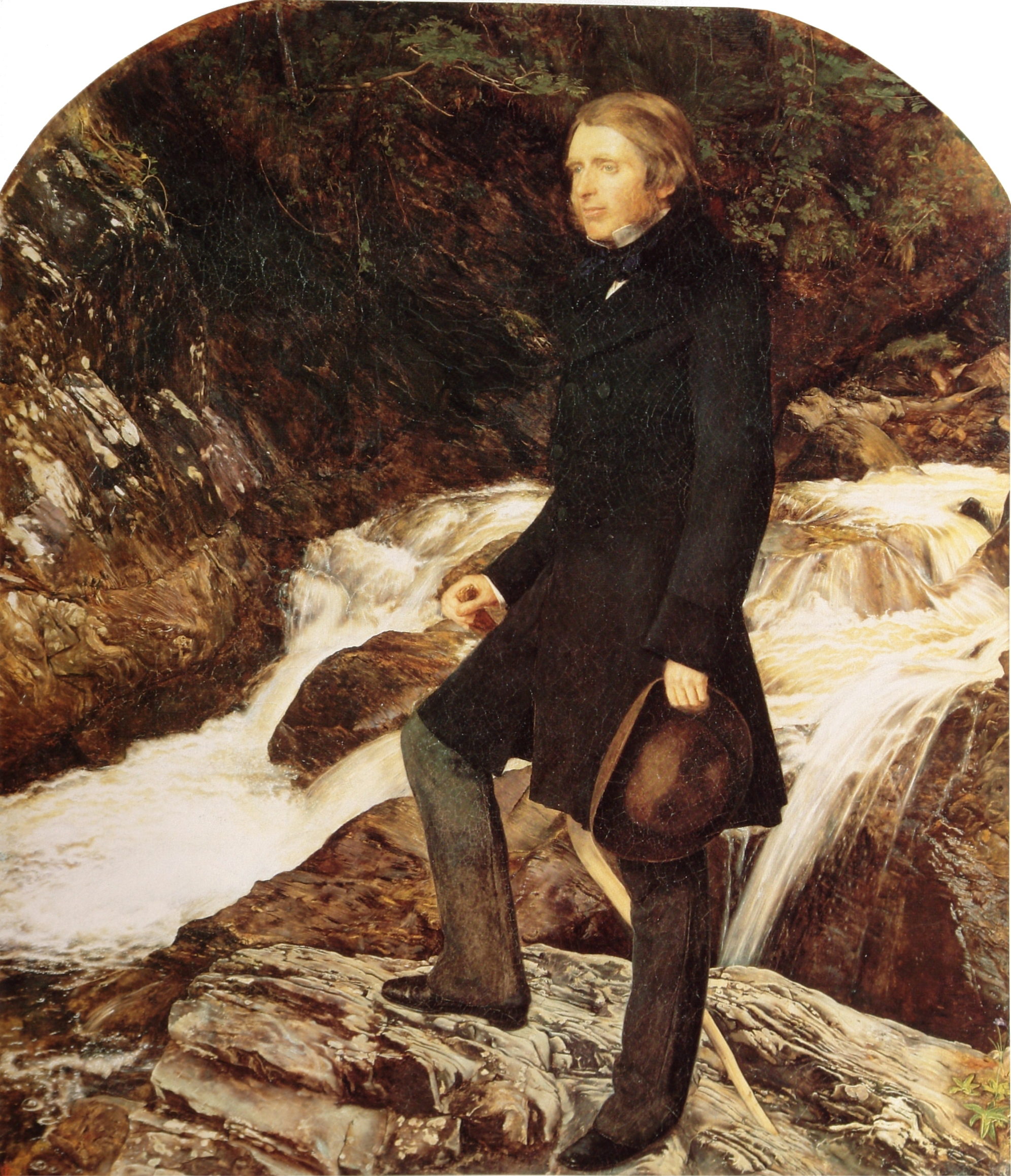
John Ruskin par Millais

| - John Ruskin 1870-1878 - George Richmond 1878-1883 - Ellis Waterhouse 1955 - John Pope-Hennessy 1956 - John Summerson 1958 - Kenneth Clark 1961 - Anthony Blunt 1962 - Quentin Bell 1964 - Leslie Martin 1965 - David Piper 1966 - Meyer Schapiro 1967 - Nikolaus Pevsner 1968 - Otto Kurz 1970 - Robert Rosenblum 1971 | - Michael Baxandall 1974 - J. Mordaunt Crook 1979 - Nicholas Penny 1980 - David Freedberg 1983 - Henry Mayr-Harting 1987 - Elizabeth McGrawth 1989 - Kirk Varnedoe 1992 - Michael Levey 1994 - John Richardson 1995 - Robert Hewison 1999 - Donald Preziosi 2000 - Ernst van de Wetering 2002 - Tom Philips 2005 - Alex Potts 2007 - Caroline Alexandra van Eck 2017 |

### Université de Cambridge

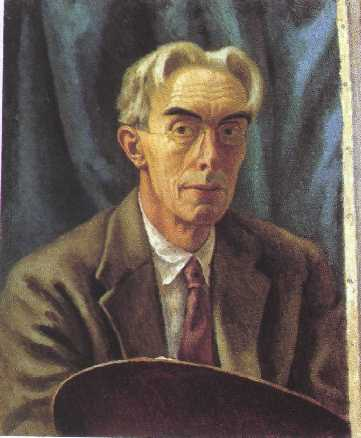
Roger Fry : Autoportrait, 1930

| - Matthew Digby Wyatt 1869 - Sidney Colvin 1873 - Charles Waldstein 1895 - William Martin Conway 1901 - Edward Schroeder Prior 1912 - Roger Fry 1933 - William George Constable 1935 - Nikolaus Pevsner 1949 - Ernst Gombrich 1961 - Michael Levey 1963 - John Pope-Hennessy 1964 - Anthony Blunt 1965 - John Summerson 1966 | - Anita Brookner 1967 - Otto Demus 1968 - James S. Ackerman 1969 - Rudolf Wittkower 1970 - Rupert Bruce-Mitford 1978 - Joseph Rykwert 1979 - Pierre Rosenberg 1986 - Martin Kemp 1987 - Richard Cork 1989 - Lothar Ledderose 1992 - Ian Christie 2005 |

### Université de Londres

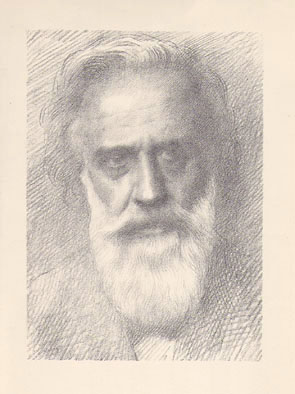
Alphonse Legros : Autoportrait, 1898

| - Edward Poynter 1871 - Alphonse Legros 1876 - Henry Tonks 1917 | - William Coldstream 1949 - Bernard Cohen 1988 - John Aiken 2000 |

## Sources
Cet article s'inspire en grande partie des articles en anglais « Slade Professor of Fine Art », « Slade School of Art » et « Felix Slade ».